# August Stanislaus von der Goltz
August Stanislaus von der Goltz (polnisch August Stanisław z Goltza; * 2. Dezember 1725 in Klausdorf; † März 1795 in Grabau) war ein deutscher königlich-polnischer und kurfürstlich-sächsischer Generalleutnant, Starost von Graudenz, Marschall der Konföderation von Thorn und Direktor der Generalsynode der evangelisch-augsburgischen Kirche in Warschau.

## Leben
August Stanislaus war ein Sohn des Starosten von Deutsch Krone Heinrich von der Goltz (1685–1765) und Enkel des russischen Feldmarschalleutnants Heinrich von der Goltz. Sein Bruder war der polnische Generalleutnant Georg Wilhelm von der Goltz.
Er schlug eine militärische Laufbahn ein und wurde 1758 zum Generalmajor befördert.
1760 erhielt er während des Siebenjährigen Krieges den russischen Alexander-Newski-Orden.
Seit 1766 setzte sich August Stanislaus von der Goltz für die Wiederherstellung der Rechte der Protestanten in Polen-Litauen ein und wurde im darauffolgenden Jahr Marschall der protestantischen Konföderation von Thorn als Nachfolger seines Bruders. Goltz verfolgte das Ziel eines Zusammenschlusses der Lutheraner und Reformierten in Polen-Litauen zu einer kirchenpolitischen Einheit. So beauftragte er 1775 den Jenaer Rechtsgelehrten Heinrich Gottfried Scheidemantel mit dem Verfassen eines Kirchengesetzbuches für beide evangelische Konfessionen, das in deutscher und polnischer Sprache erschien.
Am 19. September 1786 wurde er zusammen mit seinem Bruder, dem kursächsischen Obersten Karl Friedrich von der Goltz (1727–1805) in den preußischen Grafenstand erhoben.
1788 sind die letzten Zeugnisse von ihm erhalten.

## Familie
Von der Goltz heiratete 1761 Dorothea Amalie Gräfin von Keyserlingk (1716–1800), eine Tochter des Hermann Friedrich Graf von Keyserlingk auf Okten und der Agnes Freiin Zoege von Manteuffel. Das Ehepaar hatte keine Kinder.